# Cajsa S. Lund
Cajsa Christina Desirée Stomberg Lund, född Stomberg 23 maj 1940 i Lund, är en svensk musikarkeolog. Hon är sondotter till Ewald Stomberg.
Lund, som är dotter till direktör Sven Stomberg och Ester Ohlson, studerade efter studentexamen i Lund 1959 fagott- och saxofonspel vid musikkonservatorierna i Malmö och Lund 1960–1965, blev filosofie kandidat vid Stockholms universitet 1976 och har sedan dess bedrivit forskarstudier i Stockholm.
Lund var fagottist vid Malmö symfoniorkester 1965–1971, assistent vid Musikmuseets riksinventering 1976–1982, forskningsassistent vid Kungliga Musikaliska akademien 1983–1986 och var därefter musikproducent vid Rikskonserter. Hon har haft musikarkeologiska uppdrag för bland annat radio och television och hållit gästföreläsningar i USA, Asien och Europa. Hon var en av grundarna till och sekreterare i studiegruppen för musikarkeologi inom International Council for Traditional Music (ett Unesco-organ), har innehaft flera internationella uppdrag som musikarkeologisk redaktör, bland annat för Musikgeschichte in Bildern och skrivit ett 30-tal vetenskapliga artiklar i internationella tidskrifter. Hon var producent för LP-skivan Fornnordiska klanger (1984).
2019 tilldelades hon Medaljen för tonkonstens främjande.